# أنتوني أندروز
أنتوني اندروز (بالإنجليزية: Anthony Andrews) (و. 1948 – م) هو ممثل، وممثل تلفزيوني، وممثل أفلام، من المملكة المتحدة.

## وصلات خارجية
- أنتوني أندروز على موقع IMDb (الإنجليزية)
- أنتوني أندروز على موقع روتن توميتوز (الإنجليزية)
- أنتوني أندروز على موقع ألو سيني (الفرنسية)
- أنتوني أندروز على موقع ميوزك برينز (الإنجليزية)
- أنتوني أندروز على موقع أول موفي (الإنجليزية)
- أنتوني أندروز على موقع قاعدة بيانات الأفلام السويدية (السويدية)
- أنتوني أندروز على موقع إن إن دي بي (الإنجليزية)
- أنتوني أندروز على موقع قاعدة بيانات الفيلم (الإنجليزية)
- أنتوني أندروز على موقع كينوبويسك (الروسية)